# Пирдоп
Пирдоп (буг. Пирдоп) град је у Републици Бугарској, у средишњем делу земље. Седиште је истоимене општине Пирдоп у оквиру Софијске области.

## Географија
Положај: Пирдоп се налази у средишњем делу Бугарске. Од престонице Софије град је удаљен 75 km источно.
Рељеф: Област Пирдопа се налази у омањој котлини измешу планинског ланца Старе Планине на северу и Средње горе на југу. Сам град је на приближно 700 m надморске висине.
Клима: Због знатне надморске висине клима у Пирдопу је оштрији облик конитненталне климе са планинским утицајима.
Воде: Кроз Пирдоп протиче река Тополница, а постоје и мањи водотоци у окружењу.

## Историја
Област Пирдопа је првобитно било насељено Трачанима, а после њих овом облашћу владају стари Рим и Византија. Јужни Словени ово подручје насељавају у 7. веку. Од 9. века до 1373. г. област је била у саставу средњовековне Бугарске.
Крајем 14. века област Пирдопа је пала под власт Османлија, који владају облашћу 5 векова.
Године 1857. у месту се јављају претплатници у Пловдиву једне српске књиге издате у Београду. Били су то тамошњи Срби, Лука Павловић учитељ и Теодор Хаџи Стојановић трговац.
Године 1878. град је постао део савремене бугарске државе. Насеље постоје убрзо средиште окупљања за села у околини, са више јавних установа и трговиштем.
У месту је 1894. године живело 3470 становника.
Пирдоп је 1937. године добијао електричну струју захваљујући месном Електричном друштву "Св. Илија".
До 1990. године Пирдоп је са оближњим градом Златицом, удаљеним свега 2 km, чинио једно насеље, Средњогорје.

## Становништво
По проценама из 2010. г. Пирдоп је имао око 7.800 ст. Огромна већина градског становништва су етнички Бугари. Остатак су махом Роми. Последњих деценија град има пад становништва због слабе економије и опште кризе у друштву.
Претежна вероисповест месног становништва је православна.

## Галерија
- Градска православна црква
- Зграда општине Пирдоп
- Пирдоп и Стара планина
- Пирдоп — радна зона